# 石場町
石場町（いしばちょう）は、愛知県名古屋市中川区にある町名。現行行政地名は石場町1丁目から石場町4丁目。住居表示未実施。

## 地理
名古屋市中川区の北東部に位置し、東に露橋、西に柳島町、南に八幡本通、北に前並町と接する。

## 歴史

### 町名の由来
八熊町の旧字石場に由来する。

### 沿革
- 1930年（昭和5年）3月10日 - 南区八熊町の一部により、同区石場町として成立[2]。
- 1937年（昭和12年）10月1日 - 中川区編入に伴い、同区石場町となる[2]。
- 1960年（昭和35年）3月5日 - 中川区前並町・八熊町の各一部を編入する[2]。
- 1981年（昭和56年）9月6日 - 一部が露橋二丁目に編入される[3]。

## 世帯数と人口
2019年（平成31年）1月1日現在の世帯数と人口は以下の通りである。
| 町丁   | 世帯数  | 人口  |
| ------ | ------- | ----- |
| 石場町 | 293世帯 | 612人 |

### 人口の変遷
国勢調査による人口の推移。
| 1995年（平成7年）  | 746人 |  |  |
| 2000年（平成12年） | 649人 |  |  |
| 2005年（平成17年） | 600人 |  |  |
| 2010年（平成22年） | 562人 |  |  |
| 2015年（平成27年） | 610人 |  |  |

### 世帯数の変遷
国勢調査による世帯数の推移。
| 1995年（平成7年）  | 287世帯 |  |  |
| 2000年（平成12年） | 260世帯 |  |  |
| 2005年（平成17年） | 243世帯 |  |  |
| 2010年（平成22年） | 245世帯 |  |  |
| 2015年（平成27年） | 281世帯 |  |  |

## 学区
市立小・中学校に通う場合、学校等は以下の通りとなる。また、公立高等学校に通う場合の学区は以下の通りとなる。
| 番・番地等 | 小学校               | 中学校               | 高等学校 |
| ---------- | -------------------- | -------------------- | -------- |
| 全域       | 名古屋市立露橋小学校 | 名古屋市立山王中学校 | 尾張学区 |

## 施設
- 康正寺

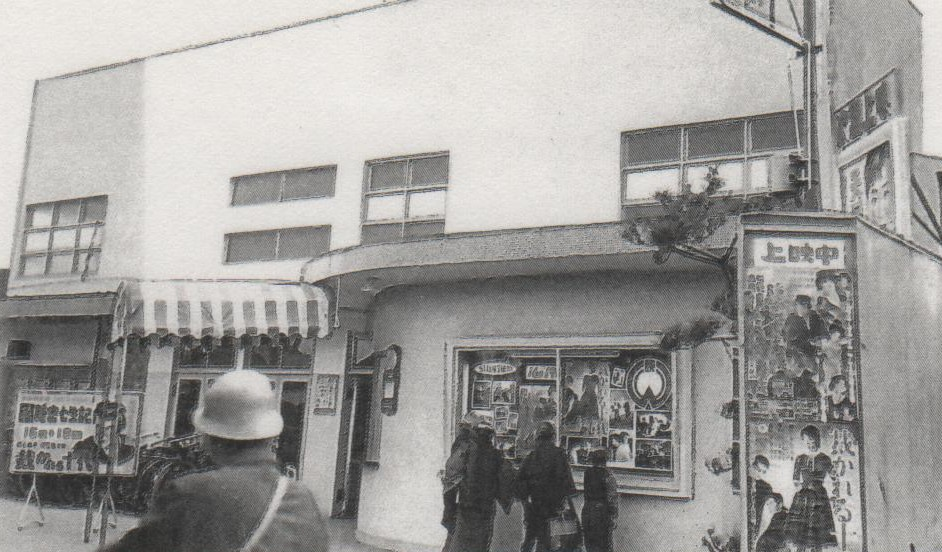
八幡映画劇場

かつて存在した映画館。
- 八幡映画劇場

## その他

### 日本郵便
- 郵便番号 : 454-0023[WEB 2]（集配局：中川郵便局[WEB 12]）。

### WEB
1. 1 2  “町・丁目(大字)別、年齢(10歳階級)別公簿人口(全市・区別)”.   名古屋市 (2019年1月23日). 2019年1月23日閲覧。
2. 1 2  “郵便番号”.  日本郵便. 2019年2月10日閲覧。
3. ↑  “市外局番の一覧”.   総務省. 2019年1月6日閲覧。
4. ↑  “中川区の町名一覧”.   名古屋市 (2015年10月21日). 2019年2月13日閲覧。
5. 1 2  総務省統計局 (2014年3月28日). “平成7年国勢調査の調査結果(e-Stat) - 男女別人口及び世帯数 －町丁・字等” (CSV). 2021年7月20日閲覧。
6. 1 2  総務省統計局 (2014年5月30日). “平成12年国勢調査の調査結果(e-Stat) - 男女別人口及び世帯数 －町丁・字等” (CSV). 2021年7月20日閲覧。
7. 1 2  総務省統計局 (2014年6月27日). “平成17年国勢調査の調査結果(e-Stat) - 男女別人口及び世帯数 －町丁・字等” (CSV). 2021年7月21日閲覧。
8. 1 2  総務省統計局 (2012年1月20日). “平成22年国勢調査の調査結果(e-Stat) - 男女別人口及び世帯数 －町丁・字等” (CSV). 2021年7月21日閲覧。
9. 1 2  総務省統計局 (2017年1月27日). “平成27年国勢調査の調査結果(e-Stat) - 男女別人口及び世帯数 －町丁・字等” (CSV). 2021年7月21日閲覧。
10. ↑  “市立小・中学校の通学区域一覧”.   名古屋市 (2018年11月10日). 2019年1月14日閲覧。
11. ↑  “平成29年度以降の愛知県公立高等学校（全日制課程）入学者選抜における通学区域並びに群及びグループ分け案について”.   愛知県教育委員会 (2015年2月16日). 2019年1月14日閲覧。
12. ↑  郵便番号簿 平成29年度版 - 日本郵便. 2019年02月10日閲覧 (PDF)

### 書籍
1. ↑  名古屋市計画局 1992, p. 451.
2. 1 2 3  名古屋市計画局 1992, p. 826.
3. ↑  名古屋市計画局 1992, p. 828.